# Liste der Kulturdenkmäler in Neitersen
In der Liste der Kulturdenkmäler in Neitersen sind alle Kulturdenkmäler der rheinland-pfälzischen Ortsgemeinde Neitersen aufgelistet. Grundlage ist die Denkmalliste des Landes Rheinland-Pfalz (Stand 4. Mai 2023).

## Einzeldenkmäler
| Bezeichnung | Lage                            | Baujahr         | Beschreibung                                                                                   | Bild            |
| ----------- | ------------------------------- | --------------- | ---------------------------------------------------------------------------------------------- | --------------- |
| Hofanlage   | Neiterschen, Südstraße 3 Lage   | 19. Jahrhundert | stattliche Hofanlage, 19. Jahrhundert; Fachwerk-Quereinhaus, teilweise massiv, Fachwerkscheune | Fotos hochladen |
| Quereinhaus | Niederölfen, Ringstraße 15 Lage | 18. Jahrhundert | Fachwerk-Quereinhaus, teilweise massiv, 18. Jahrhundert                                        | Fotos hochladen |

## Ehemalige Kulturdenkmäler
| Bezeichnung  | Lage                          | Baujahr | Beschreibung                       | Bild |
| ------------ | ----------------------------- | ------- | ---------------------------------- | ---- |
| Fachwerkhaus | Neiterschen, Südstraße 5 Lage | um 1800 | Fachwerkhaus, um 1800; abgebrochen | BW   |